# Ordem-unida

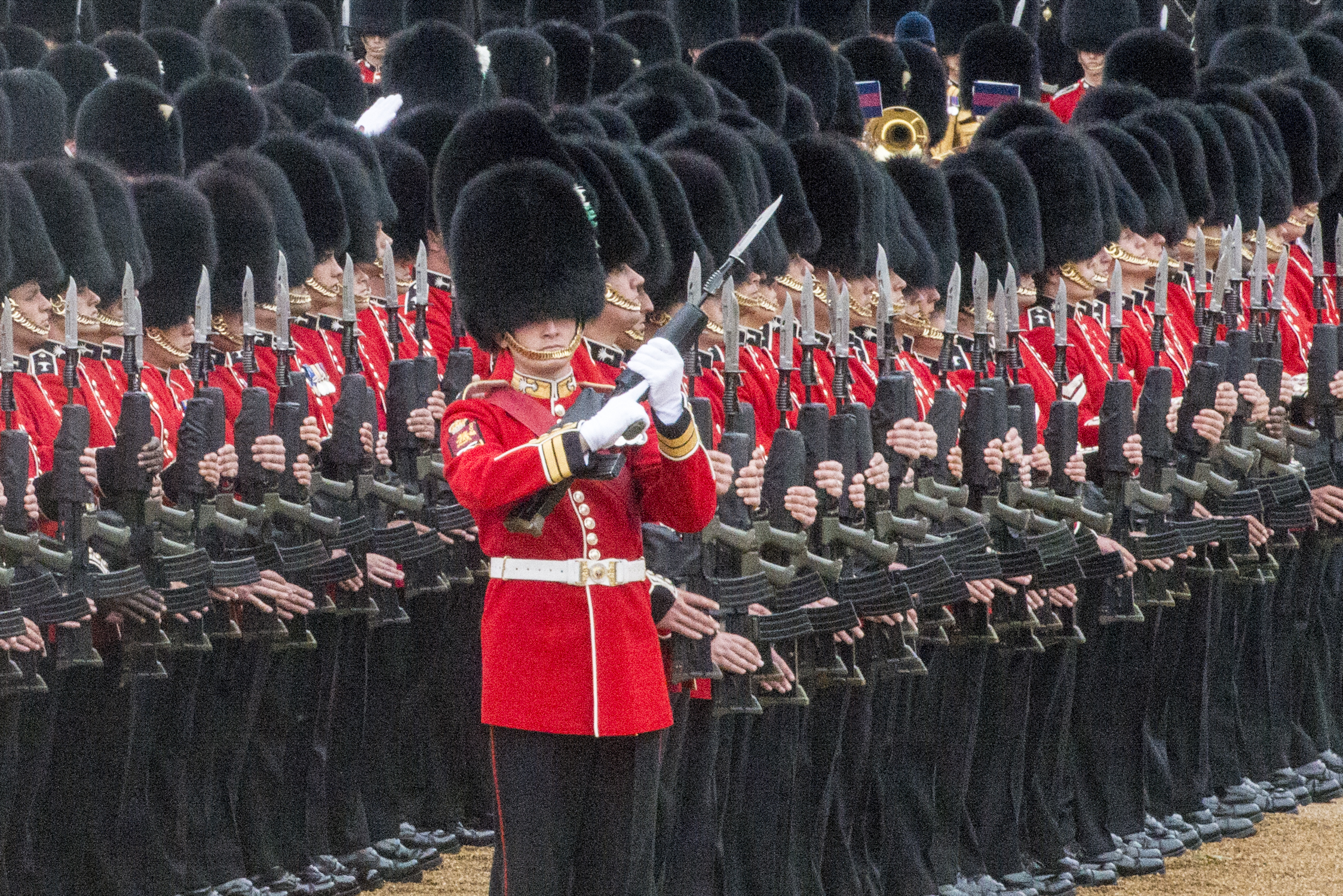
Soldados britânicos realizando ordem unida durante uma apresentação.

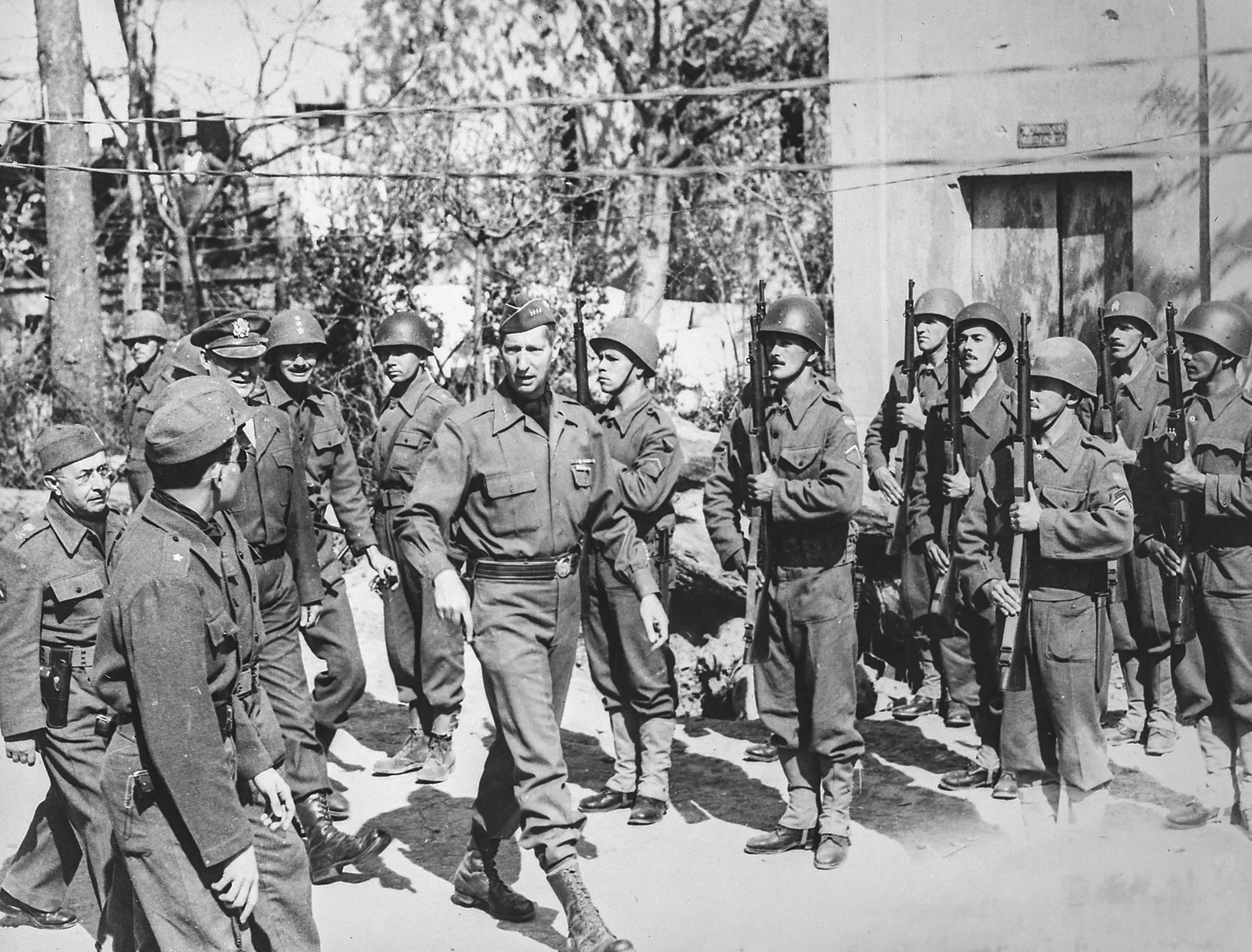
Soldados da FEB apresentam armas ao General Mark Clark, que os passa em revista com o General Mascarenhas de Moraes na Itália, em 1944.

A ordem-unida é uma formação habitual de marcha, de parada ou de reunião dos componentes de uma tropa, que observa as distâncias e os intervalos estabelecidos. Ao conjunto harmonioso, cadenciado e equilibrado dos movimentos de marcha, dá-se o nome de ordem unida.
Além de praticado pelas forças militares, também é praticado por organizações jovens como o bandas marciais, o Clube de Desbravadores e o Clube de Aventureiros.

## Objetivos
Pode-se enumerar vários objetivos da ordem unida, dentre eles:
1. Disciplina
2. Autocontrole
3. Senso de Grupo
4. Autoestima
5. Desenvolvimento Físico

## Comandos
Os comandos de ordem unida, são dados pelo oficial, graduado ou o mais antigo presente à frente do grupo, em tom firme, enérgico e que inspire respeito à figura da autoridade presente. Eles podem ser dados por corneta ou clarim, apito, gestos ou pela voz de comando.